# Bulbophyllum sulfureum
Bulbophyllum sulfureum är en orkidéart som beskrevs av Rudolf Schlechter. Bulbophyllum sulfureum ingår i släktet Bulbophyllum och familjen orkidéer.
Artens utbredningsområde är Madagaskar. Inga underarter finns listade i Catalogue of Life.